# Onufrij Nakoneczny
Onufrij Nakoneczny, ukr. Онуфрій Наконечний, ps. „Rostysław” (ur. we wsi Dawidkowce w powiecie czortkowskim w 1915, zm. w październiku 1945 w Czortkowie) – ukraiński działacz narodowy, komendant posterunku Ukraińskiej Policji Pomocniczej we wsi Ułaszkowce podczas II wojny światowej, dowódca sotni Ukraińskiej Armii Powstańczej w okresie powojennym.
W okresie międzywojennym był członkiem Organizacji Ukraińskich Nacjonalistów (OUN). Odbył służbę wojskową w Wojsku Polskim. Po upadku Polski jesienią 1939 r., został aresztowany przez NKWD na terenach zachodniej Ukrainy. Kiedy wojska niemieckie zaatakowały ZSRR 22 czerwca 1941 r., uwolniono go z więzienia. Podjął współpracę z Niemcami. Objął funkcję komendanta posterunku Ukraińskiej Policji Pomocniczej we wsi Ułaszkowce. Jednocześnie współpracował z ukraińską partyzantką narodową. Zagrożony aresztowaniem w 1943 r. przeszedł do konspiracji. Od 1944 r. był członkiem sotni partyzanckiej „Siri Wowky” („Сірі Вовки”) w ramach Ukraińskiej Armii Powstańczej (UPA). Od kwietnia 1945 r. dowodził sotnią „Czornomorci” („Чорноморці”). W październiku tego roku jego oddział wpadł w zasadzkę Sowietów i został rozbity. Onufrij Nakoneczny został schwytany i przewieziony do więzienia w Czortkowie, gdzie go rozstrzelano.